# Дз
Дз je spřežka používaná při zápisu cyrilicí, v některých azbukách je uváděna jako samostatné písmeno, např. v běloruské, udiské, abazijské, adygejské, kabardské, osetské. Spřežka zachycuje hlásku v češtině zapisovanou jako dz.
V makedonské azbuce hlásku zachycovanou spřežkou дз zachycuje písmeno Ѕ, v mongolské azbuce písmeno З (mongolština nemá hlásku odpovídající hlásce zapisované v češtině jako z).